# Blowfuse
Blowfuse es una banda de punk rock fundada en 2013, originaria de Barcelona (España) conformada por el vocalista Oscar Puig, el guitarrista Sergi Bouffard, el bajista Víctor Mañas y el baterista Ricard Bouffard. A lo largo de los años han publicado 3 álbumes de estudio.

## Historia

### Formación y primeros años
A comienzos de 2007 Oscar Puig (vocalista y guitarra) conoce a los hermanos Sergi (guitarra) y Ricard Bouffard (batería) en el instituto. Al ver su gran afición por la música y compartiendo los mismos gustos musicales, inmediatamente deciden formar una banda (aprendiendo a tocar los instrumentos casi desde cero). A mediados de ese año la banda se consagra bajo el nombre de Godfarts. Tras una larga búsqueda, y después de tocar con varios bajistas durante los primeros meses, conocen a Víctor Mañas (bajo), (que en ese momento se encuentra como batería de la banda KTKalles) y quien también comparte una gran afición no solo por la música si no también por el skateboarding. La llegada de Víctor Mañas supone el cierre definitivo de la formación hasta día de hoy. 
 
A mediados de 2008 y con su joven edad deciden grabar su primera demo llamada "Restless" editada por ellos mismos. Esta les abre un hueco en la escena local de Barcelona y les lleva a dar sus primeros conciertos. 
 
 
En 2010 graban su primer álbum de estudio llamado "Messed Up Minds", editado bajo los sellos "Eating Shit Records" (SP) y "Fragment Records" (SP), donde se encuentra el primer sencillo de la banda "Downhill To Hell In A Row" del cual filman su primer videoclip, haciendo referencia a los descensos extremos encima de un monopatín. Este disco les lleva a dar sus primeras giras nacionales, incluyendo una gira Peninsular con la legendaria banda norteamericana 7 Seconds en 2012, y su primera gira Europea. Durante este período comparten escenario con bandas como Face To Face, Adolescents The Casualties, The Unseen entre otros. Ese mismo año el grupo ficha por Vans Music Spain.

### Into The Spiral (2013-2014)
En 2013 la banda se prepara para grabar su segundo álbum de estudio. Es entonces cuando deciden cambiarse el nombre a "Blowfuse" para, como bien ellos justifican, sellar su propio estilo. Darian Rundall será el encargado de producir el disco. Rundall ha trabajado con bandas como Suicidal Tendencies, Pennywise, Yellowcard, U.S. Bombs, T.S.O.L, etc.. y, por ello, lo consideran un referente para encontrar el sonido apropiado. El disco es grabado en Wheel Sound Studio en Barcelona marzo de 2013 por Darian Rundall y seguidamente mezclado y masterizado en Mo'Punch Studio en Torrance, California. 

Éste será editado por Eating Shit Records (SP), Fragment Records (SP), La Agonía De Vivir (SP), Pifia Records (GER), Anchored Records (GER) y Infected Records (PORT). 
El disco también es editado de forma exclusiva y en forma de EP (sólo 5 canciones) para el número de mayo de la revista Rockzone en España, editado por Arnette y Vans Off The Wall.

De este álbum se estrenan dos sencillos; "House Of Laughter" y "Ripping Out". Los vídeos realizados causan una gran expectación pues parecen estar rodados en los años 90.

En mayo de 2013 Blowfuse presenta el disco en una pequeña gira por la Península con la banda norteamericana Pennywise y el grupo comienza a ganar popularidad. Es en ese mismo año cuando se confirma su actuación en el Resurrection Fest 2013, compartiendo cartel con Bad Religion, Millencolin, Black Flag, etc...Junto a dos giras Peninsulares, y una gira Europea de un mes y medio la cual les abre puertas a la escena europea y empiezan a ser escuchados fuera de su país.

### Couch (2014-2016)
Durante 2013 la banda no para de girar, manteniéndose activa en todo momento, y por ello, deciden grabar un nuevo disco a mediados de 2014. Con la idea de grabar un EP, el grupo acaba componiendo un álbum de 7 temas, y por tanto, su tercer álbum de estudio, "Couch". Grabado en Bloq Estudi en septiembre de 2014 en Barcelona. Mezclado por Darian Rundall en Mo'Punch Studio en Torrance, California, y masterizado por Gene Grimaldi en Oasis Mastering en Burbank, California. Gene Grimaldi fue el encargado de masterizar muchos de los discos del sello Epitaph en los años 90 algo que va ligado al sonido de la banda. Para la edición de este álbum fichan por los sellos Morning Wood Records (Países Bajos), Infected Records (Portugal), La Agonía De Vivir (SP), Pifia Records (Alemania) y por primera vez en Estados Unidos por el sello A.S.S (American Surf Skate) Records. 
 
Este disco les lleva a girar por Europa en más de 11 países y durante casi 3 meses sin descanso aumentando así su popularidad en el continente.
Como última fecha de la gira, filman un directo en Barcelona en febrero de 2015 llamado "Live From The Couch" y se confirma su asistencia en el festival Vitoria Calling, donde comparten cartel con Bad Religion, Good Riddance, Toy Dolls, etc. A finales de ese año se confirma su actuación en el Outro Fest, donde se filma un segundo directo "Live at Outro Fest 2015".
En marzo de 2016 la banda organiza su gira "Therapy Tour" por toda la Península (incluyendo Portugal) que les vuelve a lanzar a la carretera durante más de un mes, donde aumentan notablemente el aforo en las distintas ciudades. 
En junio de ese mismo año, el grupo se une también a la gira de aniversario de la promotora HFMN Crew y se embarcan en otra gira con Good Riddance y Satanic Surfers durante dos semanas por España y Francia. Ese verano se confirma por segunda vez su actuación en el Resurrection Fest y en el festival francés Xtreme Fest entre otros hasta la fecha.

### Daily Ritual (2018-2020)
En 2017 el grupo decide hacer un parón para centrarse en componer el nuevo álbum. Esto les llevará a apartarse de los escenarios durante un corto período.
A finales de año la banda graba unas primeras "demos" que llaman la atención de varios sellos extranjeros y el grupo ficha por el sello alemán Long Beach Records Europe (GER) junto a su ya productora y también sello discográfico HFMN Crew (SP) para la publicación del disco. Se unen también a la distribución Morning Wood Records (HOL), Paper and Plastik (USA), Disconnect Disconnect Records (UK), Epidemic Records (IT), Infected Records (PORT) y Melodic Punk Style (POL).
En enero de 2018 la banda entra a grabar su tercer álbum de estudio. Para ello contaran con la producción del productor y compositor Arnold Lanni (Simple Plan, King's X, Our Lady Peace...) en los estudios Music Lan (Girona, CAT) y EM Estudi (Terrassa) durante enero y abril de ese año. Cuentan también con el ingeniero y técnico Randall Steffes (SNFU, Green Day, Lagwagon, Pennywise..). Mezclado por Nick Didia en La Cueva Recordings, Australia y  masterizado por Brian Gardner. El disco contiene 11 canciones incluyendo los sencillos "Bad Thoughts", "Angry John" y "Outta My Head".
En octubre de ese mismo año y con el disco todavía en el horno, el grupo se lanza en su primera gira por Japón donde "pre-presenta" el álbum de forma innédita, junto a algunos conciertos por Europa. 
"Daily Ritual" se publica el 8 de febrero de 2019 en todo el mundo en formato físico y digital.

La banda se sumerge en una gira llamada Ritual Tour en marzo de 2019. Durante ese tiempo también se unen a Sick Of It All y Good Riddance en una gira paralela por todo el continente europeo para presentar el disco. Participan en el festival Punk In Drublic de Fat Wreck Chords como última fecha.
Esto despierta el interés de la banda californiana NOFX, y dos meses después son llamados para unirse a su gira europea, incluyendo varios festivales.
En 2022 se unen a Bad Religion en su gira 40 aniversario (retrasada dos años por la pandemia del COVID-19) por diferentes ciudades españolas, tocando junto a bandas como Suicidal Tendencies, Pulley, Desakato, Millencolin o Bastards on Parade, entre otros.

## Integrantes
- Oscar Puig - Voz, guitarra (2013-presente)
- Sergi Bouffard - Guitarra (2013-presente)
- Ricard Bouffard - Batería (2013-presente)
- Henry Salvat - Bajo (2022-presente)

## Antiguos miembros
- Víctor Mañas - Bajo (2013-2022)

## Discografía
- Into The Spiral (2013)
- Couch (2014)
- Daily Ritual (2019)
- The 4th Wall (2024)

### Sencillos
- Spiralized (2013)

## Sencillos/Videoclips
- House Of Laughter (2013)
- Ripping Out (2014)
- Behind The Wall (2015)
- Radioland (2015)
- Bad Thoughths (2018)
- Angry John (2019)
- Outta My Head (2019)
- State Of Denial (2021)
- Move On (2023)